# Nilba y los Disasternauts
Nilba y los Desastronautas fue una serie de dibujo animado creada por Ale McHaddo (mismo creador de Osmar, la Primera Rebanada del Pan de Forma) y producida pela 44 Toons en coproducción con la Fundación Padre Anchieta. La serie comenzó a ser exhibida por la TV Rá-Tim-Bum de 2011 hasta 2012, siendo más tarde reprisada en 2013 por los canales Gloob y TV Cultura (en el Patio de la Cultura) y por la TV Brasil.
La serie es una parodia a los seriados de ficción científica como Perdidos en el Espacio, Star Trek y que también hace referencias las series de animación en general. Nilba y los Desastronautas se destacó también por haber sido unas de las primeras series brasileñas a ser transmitidas en canales norteamericanos, como Starz Kids y Family Channel con el nombre de Newbie and the Disasternauts.

## Enredo
La serie gira en torno al cotidiano de una tripulación espacial terrestre aprisionados en un extraño satélite conocido por Luna Guisante, habitado por varias criaturas alienígenas. El protagonista Nilton Bawsk es un chico que se hizo capitán de la S.S. Genivald después de una tentativa de juguetear de astronauta comprando un viaje espacial, de la cual él aún se ofertó para pilotar estando en la compañía de su mono tutor Albert, suya prima Laica y una tripulación improvisada del servicio. Sin embargo su tentativa de hacerse capitán acaba dando errado al hacer la nave caer en un satélite distante despedazándose y forzando todos a quedar prendidos por allá usando a tal nave como base-casa.
Cada episodio gira en torno a las estripulias de Nilba y sus amigos por la Luna Ervilha, la mayor parte de los episodios enfocando en la búsqueda de ellos vuelvan para Tierra, mientras otros muestran las tentativas fracasadas del antagonista Zurduki en querer se infiltrar en la nave. Siempre ocurren referencias y parodias a diversos dibujos animados, generalmente en menciones, personajes semejantes o mismo episodios enfocados prácticamente en eso de forma cómica.

## Personajes
- Nilton "Nilba" Bawsk - ES lo personaje principal. Un chico ingenuo de 9 años que es el capitán de la tripulación S.S. Genivald. Él se hizo capitán después de una tentativa fracasada de ir al espacio con sus pocas economías junto de su amigo Albert y suya prima Laika, además de una tripulación reserva, teniendo consecuencias yendo a parar en la Luna Ervilha al intentar pilotar la nave. Él puede ser considerado un chico egoísta y mimado ya que siempre tiene lo que él quiere y casi nunca ayuda los otros. Además de eso adora llevar las cosas en la brincadeira aún en las horas serias, causando problemas. Aun no siendo un capitán de verdad él adora exhibirse y tener postura de líder. Sus padres nunca fueron vistos fuera en una foto y también en un disfraz del Zürduqui para intentar engañarlo. Su principal frase es "Babuska" (una alusión al asteroide 36060 Babuska, que significa velhinha en ruso) dicta toda vez que se anima o desanima con algo.

- Albert II - Un pan antropomórfico amigo y mentor de Nilba. Él siempre actúa con madurez al contrario de Nilba y detesta cuando él hace algo errado que mete ellos y la tripulación en peligro. Muchas veces se muestra serio aunque constantemente haya ataques de risas a toa cuánto las cosas que el Nilba hace generalmente esperneando "Usted es una piada viva! Usted no existe!". Él también demuestra sufrir de asma ya que siempre está respirando con su aparato. Además de eso constantemente hace citações de personajes de la cultura popular en sus frases como por ejemplo: "Por el reloj de Ben 10", "Por el padre del Luke Skywalker", "Por los tentáculos de Lula Molusco", entre otros. Cómo mostrado en el episodio De Donde Vinimos él ya vivía con Nilba antes aún de ellos vayan para Luna Ervilha.

- Laika Bawsk - ES a prima de Nilba, una adolescente de 12 años. Ella entró en el equipo después de Nilba invitarla para viajar junto de él en el espacio consecuentemente también quedando presa en la Luna Ervilha. Diferente de Nilba ella se muestra ser muy más esperta y madura que él llegando muchas veces a ayudar el equipo en las misiones. Así como suyo primo ella tampoco tuvo sus padres revelados en el dibujo. ES mostrado en el episodio La Amiga que ella tiene una amiga que acaba yendo para en la Luna Ervilha en búsqueda de encontrarla que acaba volcando blanco de pasión del Nilba.

- Dueña Hilda - La cozinheira de la S.S. Genivald. ES ella la responsable por hacer la comida de la tripulación haciendo, varios pratos extraños con los alimentos hallados por la Luna Ervilha, pero que aun así los tripulantes demuestran coman normalmente. Como revelado en el episodio De Donde Vinimos ella era copeira de la E.I.T.A., la organización que financió el viaje del equipo antes de hacer de la tripulación. Ella también es de más vieja de la tripulación y posee un cabello estilo Princesa Lea de la serie Star Wars.

- Dr. Roger - ES el científico de la S.S. Genivald. Él es el responsable por estudiar todos los fenómenos de la Luna Ervilha y hacer inveções para ayudar la tripulación. Él tiene una personalidad muy tranquila. Cómo revelado en el episodio De Donde Vinimos él trabajaba en la E.I.T.A. antes de formar parte de la tripulación. Está siempre trabajando en su laboratorio raramente apareciendo fuera de la nave.

- Sr. Zabarowsk "Zaba" - El mecánico de la S.S. Genivald. ES el responsable por monitorear los equipamientos de la nave. Él tiene una personalidad muy tranquila y lenta así como Roger. Cómo revelado en el episodio De Donde Vinimos él cuidaba del mantenimiento del edificio de la E.I.T.A. antes de formar parte de la programación. Su mejor amigo es el robot Contralt que él constantemente repara. Raramente es visto fuera de la nave o en misiones.

- Contralt Del Valle - ES un robot rojo de la S.S. Genivald. No se sabe cual es su función en el equipo, aunque generalmente sirva de micrófono pro Nilba cuando hace reunión con toda tripulación. Cómo visto en el episodio Coleccione Todos él es un robots lleno de fallos que está siempre entrando en pane, aunque eso no sea mostrado en los demás episodios. Cómo revelado en el episodio De Donde Vinimos él era una máquina de la E.I.T.A. que acabó por hacerse un robot al entrar en la tripulación de la S.S. Genivald junto con los otros.

- Sr. Dawsons - Un miembro de la S.S. Genivald. Él es el responsable por la seguridad de la tripulación, aunque que nunca eso sea mostrado en el dibujo. Así como los demás miembros del equipo él trabajaba en la E.I.T.A. antes de formar parte de la tripulación. Cómo mostrado en el episodio Coleccione Todos, Nilba lo admira e intenta ser un aventureiro y luchador que ni él aunque nunca haya sido visto luchando.

- Zürduqui - ES el principal vilão del dibujo. Un alienígena auto proclamado soberano de la Luna Ervilha que intenta obtener a todo coste informaciones de Nilba y su equipo para poder dominar la nave. Está siempre andando con su ajudante confundido Yürkult que lo auxilia en sus planes, pero siempre acaba dándose apenas en el final. Él es un alienígena ceniza, sin cabellos, con una cabeza grande, sin nariz y orejas, además de un gran manto roxo. Curiosamente es posible notar que en el cuarto de Nilba hay un muñeco de él en medio a sus juguetes.

- Yürkut - ES el ajudante confundido de Zürduqui. Está siempre ayudando su maestro en sus planes aunque demuestre no ser inteligente además de tener un cerebro muy pequeño como mostrado en el episodio Quede por dentro. Él es un alienígena verde y flaco, sin nariz y orejas, además de ojos distorsionados y un cuerpo torto. En el episodio Natal en la Luna Ervilha es revelado que él en verdad es uno clone del Zürduqui que era para ser un poco menos esperto que él, pero acabó saliendo errado.

## Curiosidades
- Nilba hace una aparición en uno de los episodios del dibujo La Mansión Maluca del Profesor Ambrósio, donde participa de un campeonato espacial concursando con los personajes del dibujo, y sin tener ninguna habla.
- El episodio "Los 7 Invasores" los personajes hacen un crossover con los alienígenas 7 Invas, personajes también creados pela 44Toons (en la época 44 Pico Ancho) para un juego de ordenador en 1999.
- Nilba ya hizo un cameo en uno de los episodios de Osmar, la Primera Rebanada del Pan de Forma como un juguete de un niño.
- En el episodio "De Donde Vinimos" es mostrada todo origen de los personajes comenzando con Nilba y Albert viendo un comercial sobre viajes espaciales, después Nilba llama Laika y los tres van la base de la cual los demás tripulantes eran operarios de la empresa, Nilba miente diciendo ser un capitán formado y con su poco dinero acaban ganando una nave simple de la cual Nilba dirige hasta ellos caigan en la luna Ervilha.
- En la versión americana la serie pasó por algunos cambios en el enredo además del hecho de Nilba pasar a ser llamado de Newbie (novato, en inglés) y ser un chico de 12 años y no 9.
- A finales del episodio "Comandantes Estelares" Nilba hace una quiebra de la cuarta pared al decir y si nodos fossemos personajes de un seriado de TV.
- A prima de la Nilba de "Laika" es una referencia de la perra rusa de mismo nombre que fue lanzada al espacio en 1957.